# Camp Atterbury-Muscatatuck
Camp Atterbury-Muscatatuck là một doanh trại quân đội liên bang của Hoa Kỳ, được cấp phép cho và điều hành bởi Vệ binh Quốc gia Indiana, đóng tại trung-nam Indiana, cách Edinburgh, Indiana và U.S. Route 31 4 dặm (6,4 km) về phía tây. Sứ mệnh của doanh trại là hỗ trợ hậu cần và huấn luyện cho hai đơn vị cấp lữ đoàn cùng một lúc. Doanh trại có nhiều trường bắn, địa điểm bắn đạn thật, không phận có khả năng chiến đấu đất đối không và một trung tâm thực hành và mô phỏng LVC. Đây cũng đồng thời là nơi dành cho Annual Training của các lực lượng Vệ binh Quốc gia và Dự bị đóng tại Indiana.

## Chú thíc
1. ↑  "About Us: Camp Atterbury History". campatterbury.in.ng.mil. Bản gốc lưu trữ ngày 8 tháng 2 năm 2013. Truy cập ngày 23 tháng 7 năm 2013.